# Estadio Farid Díaz Rhenals
El Estadio Farid Díaz Rhenals es un estadio con principal uso para el fútbol localizado en el municipio de Agustín Codazzi, Cesar, Colombia. Fue inaugurado en 2022 como subsede de los Juegos Bolivarianos de 2022 para la práctica del rugby. Se encuentra ubicado en lo que anteriormente era conocido como la cancha El Líbano, siendo el escenario principal de la Villa Olímpica del municipio de Agustín Codazzi.
En febrero de 2025 fue anunciado que este estadio acogería los partidos en condición de local del Alianza F. C. Femenino en la Liga Profesional Femenina de Fútbol 2025.
Con motivo del primer partido de Alianza F. C., el alcalde Hernán Baquero lideró un homenaje al exfutbolista Farid Díaz, renombrando oficialmente el escenario deportivo como Estadio Farid Díaz Rhenals.